# سیارک ۲۵۹۷۲
سیارک ۲۵۹۷۲ (به انگلیسی: 25972 Pfefferjosh، نامگذاری:2001FV35)۲۵۹۷۲مین سیارک کشف شده‌است که در ۱۸ مارس ۲۰۰۱ کشف شد.